# Premier Le Rose
O Premier Le Rose será um edifício residencial edificado na cidade de Goiânia.Possuirá cerca 140 metros de altura e 40 andares.Sua localização será no Lago das Rosas,Setor Oeste.Vai ser um dos edifícios residenciais mais altos do País.